# Agnes I. (Gandersheim)
Agnes (* um 1090; † 29. Dezember 1125 in Quedlinburg) war eine von drei Töchtern des polnischen Herzogs Władysław I. Herman und dessen Frau Judith, einer Schwester Kaiser Heinrichs IV. Agnes war wie ihre Tanten Beatrix und Adelheid Äbtissin der Stifte Gandersheim und Quedlinburg.

## Leben
Sicher ist sie seit 1111 als Äbtissin im Stift Gandersheim nachgewiesen, möglicherweise war sie zuvor bereits Äbtissin in Quedlinburg, denn die polnische Chronik des Gallus Anonymus, die wahrscheinlich vor 1110 abgeschlossen wurde, bezeichnet sie als Angehörige des geistlichen Standes.
Über ihre Amtsführung in den beiden Stiften ist nichts bekannt, man darf aber annehmen, dass sie die Position ihres Vetters, Kaiser Heinrich V. in Sachsen vertrat, denn wie dieser wurde sie auf dem Konzil zu Reims im Jahre 1119 von Papst Kalixt II. gebannt.
Sie starb am 29. Dezember 1125 in Quedlinburg.